# Державна молодіжна політика
Держа́вна молоді́жна полі́тика — це системна діяльність держави у відносинах з особистістю, молоддю, молодіжним рухом, що здійснюється в законодавчій, виконавчій, судовій сферах і ставить за мету створення соціально-економічних, політичних, організаційних, правових умов та гарантій для життєвого самовизначення, інтелектуального, морального, фізичного розвитку молоді, реалізації її творчого потенціалу як у власних інтересах, так і в інтересах України.
Виникнення державної молодіжної політики як політичного феномену пов'язано з "Новим курсом" Ф. Рузвельта: заради запобігання ще більшого безробіття за рахунок молоді, яка закінчувала середню школу, адміністрація Рузвельта вигадувала "суспільно-значимі" заняття для молоді, зокрема  трудові табори для суспільних робіт. З цією ж метою термін навчання у середній школі було збільшено з 10 до 12 років. 

## Завдання державної молодіжної політики
Головними завданнями державної молодіжної політики є:
- вивчення становища молоді, створення необхідних умов для зміцнення правових та матеріальних гарантій щодо здійснення прав і свобод молодих громадян, діяльності молодіжних організацій для повноцінного соціального становлення та розвитку молоді;
- допомога молодим людям у реалізації й самореалізації їх творчих можливостей та ініціатив, широке залучення юнаків і дівчат до активної участі у національно-культурному відродженні українського народу, формуванні його свідомості, розвитку традицій та національно-етнічних особливостей;
- залучення молоді до активної участі в економічному розвитку України;
- надання державою кожній молодій людині соціальних послуг по навчанню, вихованню, духовному і фізичному розвитку, професійній підготовці;
- координація зусиль усіх організацій та соціальних інститутів, що працюють з молоддю.

## Принципи державної молодіжної політики
Головними принципами державної молодіжної політики є:
- повага до поглядів молоді та її переконань;
- надання права і залучення молоді до безпосередньої участі у формуванні й реалізації політики та програм, що стосуються суспільства взагалі і молоді зокрема;
- правовий та соціальний захист молодих громадян, перш за все осіб, які не досягли 18 років, з метою створення необхідних стартових можливостей для їх повноцінного соціального становлення та розвитку;
- сприяння ініціативі та активності молоді в усіх сферах життєдіяльності суспільства.

Державна молодіжна політика поширюється на громадян України віком від 14 до 35 років незалежно від походження, соціального і майнового стану, расової і національної належності, статі, освіти, мови, ставлення до релігії, роду і характеру занять і здійснюється через органи державної виконавчої влади, установи, соціальні інститути та об'єднання молодих громадян.

## Напрями державної молодіжної політики
Головними напрямами державної молодіжної політики Україні є:
- розвиток і захист інтелектуального потенціалу молоді, поліпшення умов і створення гарантій для здобуття молоддю освіти, спеціальної професійної підготовки та перепідготовки;
- забезпечення зайнятості молоді, її правового захисту урахуванням економічних інтересів, професійних і соціальних можливостей суспільства;
- створення умов для оволодіння духовними і культурними цінностями українського народу та для безпосередньої участі молодих людей у їх відродженні і розвитку, в охороні відтворенні навколишнього природного середовища; — формування у молоді почуття національної гордості, патріотизму, готовності захищати суверенітет України;
- охорона здоров'я молоді, формування у неї глибокої потреби духовному і фізичному розвитку, вжиття інших заходів, які забезпечували здоровий генофонд народу України.

Державна молодіжна політика в Україні щодо освіти, соціально-політичної, економічної галузей, розвитку духовного, культурного, фізичного потенціалу молоді та функціонування молодіжних організацій визначається законодавством України.

## Формування молодіжної політики
Державна молодіжна політика формується та реалізується шляхом:
- прийняття законодавчих актів, рішень державних органів, спрямованих на реалізацію державної молодіжної політики;
- проведення у Верховній Раді України щорічних слухань про становище молоді та підготовки доповіді з цього питання Верховній Раді України, Президенту України;
- діяльності в органах державної влади та управління всіх рівнів структурних підрозділів, що займаються проблемами молоді;
- створення соціальних служб для молоді та підготовки соціальних працівників;
- розробки та реалізації державних цільових програм з питань молодіжної політики;
- виділення у державному та місцевих бюджетах цільових коштів на фінансування державної молодіжної політики, залучення матеріальних і фінансових ресурсів підприємств, установ і організацій, об'єднань громадян, заінтересованих у роботі з молоддю;
- утворення спеціальних фондів.

Державна молодіжна політика в Україні є пріоритетним і специфічним напрямом діяльності держави і здійснюється:
- в інтересах молодої людини, суспільства, держави;
- з урахуванням можливостей України, її економічного, соціального, історичного, культурного розвитку і світового досвіду державної підтримки молоді.

## Нормативно-правова база
Нормативно-правові акти, що регулюють державну молодіжну політику:
- Декларація «Про загальні засади державної молодіжної політики в Україні» від 15 грудня 1992 року № 2859-XII (зі змінами)
- Закон України «Про сприяння соціальному становленню та розвитку молоді в Україні» від 5 лютого 1993 року № 2998-XII (зі змінами)
- Закон України «Про молодіжні та дитячі громадські організації» від 1 грудня 1998 року № 281-XIV (зі змінами)
- Закон України «Про соціальну роботу з дітьми та молоддю» від 21 червня 2001 року № 2558-III (зі змінами)
- Закон України «Про Загальнодержавну програму підтримки молоді на 2004—2008 роки» від 18 листопада 2003 року № 1281-IV (зі змінами)
- Закон України «Про забезпечення молоді, яка отримала вищу або професійно-технічну освіту, першим робочим місцем з наданням дотації роботодавцю» від 4 листопада 2004 року, № 2150-IV (дію Закону зупинено на 2007 рік, на 2006 рік)
- Указ Президента України «Про першочергові заходи щодо реалізації державної молодіжної політики та підтримки молодіжних громадських організацій» від 6 жовтня 1999 року № 1284/99
- Указ Президента України «Про заходи щодо забезпечення працевлаштування молоді» від 6 жовтня 1999 року № 1285/99
- Указ Президента України «Про додаткові заходи щодо державної підтримки обдарованої молоді» від 24 квітня 2000 року № 612/2000
- Указ Президента України «Про додаткові заходи щодо реалізації державної молодіжної політики» від 29 березня 2001 року № 221/2001
- Розпорядження Президента України «Про сприяння розвитку молодіжного житлового будівництва» від 6 жовтня 1999 року № 244/99-рп
- Розпорядження Президента України «Про заходи щодо дальшого вдосконалення системи патріотичного виховання молоді» від 29 червня 2001 року № 173/2001-рп
- Постанова Кабінету Міністрів України «Про стан реалізації державної молодіжної політики» від 18 червня 1999 року № 1059
- Постанова Кабінету Міністрів України «Про порядок надання пільгових довготермінових кредитів молодим сім'ям та одиноким молодим громадянам на будівництво (реконструкцію) і придбання житла» (зі змінами) від 29 травня 2001 року № 584
- Постанова Кабінету Міністрів України «Про затвердження Державної програми забезпечення молоді житлом на 2002—2012 роки» від 29 липня 2002 року № 1089
- Постанова Кабінету Міністрів України «Про затвердження Програми підготовки та залучення молоді до державної служби та служби в органах місцевого самоврядування, створення умов для її професійного зростання» (зі змінами) від 10 вересня 2003 року № 1444
- Постанова Кабінету Міністрів України «Про затвердження Типового положення про молодіжний трудовий загін» від 3 липня 2006 року № 899
- Розпорядження Кабінету Міністрів України «Про заходи щодо підтримки становлення та розвитку студентської сім'ї» (зі змінами) від 14 березня 2001 року № 92-р
- Розпорядження Кабінету Міністрів України «Про затвердження заходів щодо державної підтримки розвитку молодіжного та дитячого туризму» від 12 травня 2004 року № 298-р
- Розпорядження Кабінету Міністрів України «Про схвалення Концепції Державної програми роботи з обдарованою молоддю на 2006—2010 роки» від 12 квітня 2006 року № 202-р
- Постанова Верховної Ради України «Про Рекомендації парламентських слухань про становище молоді в Україні "Формування здорового способу життя української молоді: стан, проблеми та перспективи"» від 3 лютого 2004 року № 1425-IV
- Постанова Верховної Ради України «Про Рекомендації парламентських слухань "Забезпечення прав дітей в Україні. Охорона материнства та дитинства"» від 22 вересня 2005 року № 2894-IV
- Постанова Верховної Ради України «Про Рекомендації парламентських слухань про становище молоді в Україні "Сільська молодь: стан, проблеми та шляхи їх вирішення"» від 20 грудня 2005 року № 3238-IV
- Постанова Верховної Ради України «Про Рекомендації парламентських слухань про становище молоді в Україні (щодо підтримки молодої сім'ї, посилення соціального захисту дітей та молоді у 2001-2006 роках)» від 22 березня 2007 року № 816-V
- тощо

## Видання стосовно молодіжної політики
- Особенности формирования и реализации молодежной политики на региональном уровне: Сборник методических материалов и рекомендаций Министерство Украины по делам молодежи и спорта. УкрНИИ проблем молодежи. - К., 1991
- Головатий М.Ф. Молодіжна політика в Україні: проблеми оновлення. - К.: Наук. думка, 1993
- Молодіжний рух в Україні: довідник. Ч.І. - К.: АТ “Видавництво “Столиця”, 1998
- Про становище молоді в Україні (за підсумками 1998 р.): Щорічна доповідь Президентові України, Верховній Раді України, Кабінету Міністрів України. - К.: ТМ ПрінтіксПрес, PrintXPressтм, 1999
- Про становище молоді в Україні (за підсумками 1999 р.): Щорічна доповідь Президентові України, Верховній Раді України, Кабінету Міністрів України. - К.: Український інститут соціальних досліджень, 2000
- Результати моніторингового опитування населення України стосовно соціального становища молоді. - К.: Український інститут соціальних досліджень, 2000. - 34 с.
- Перепелиця М.П. Державна молодіжна політика в Україні (регіональний аспект). - Київ, Український інститут соціальних досліджень, Український центр політичного менеджменту, 2001. - 242 с.
- Молодіжна політика Європейського Союзу. Перспективи та шляхи запровадження в Україні: Тренінговий посібник. - Донецьк, 2006. - 104 с.
- Бородін Є. І. Історія формування державної молодіжної політики в Україні (1991 – 2004 рр.): Монографія. – Д.:  Герда, 2006. – 472 с.
- Можливості для молоді [Архівовано 7 серпня 2013 у Wayback Machine.] / Упор. А. Коновалов, М. Шишкова, Д. Таран. – Х.: ХМЦДМ, 2007. – 76 с.
- Молодіжна політика в м. Харкові [Архівовано 14 грудня 2013 у Wayback Machine.]: Інформаційно-довідкове видання / Упор.: А. Коновалов, М. Шишкова й ін. – Х.: ХМЦДМ, 2007. – 77 с.
- Довідник нормативно-правових актів державної молодіжної політики [Архівовано 7 серпня 2013 у Wayback Machine.] / Упоряд.: Коновалов А.В., Шишкова М.О. — Х.: Громадський інформаційно-аналітичний Центр для молоді, 2007 — 191 с.
- Соціально-економічне становище і проблеми зайнятості молоді / Стратегічні пріоритети молодіжної політики: освіта, зайнятість, житло: щоріч. доп. Президенту України, Верховній Раді України, Кабінету Міністрів України про становище молоді в Україні / М-во молоді та спорту України, Державний інститут сімейної та молодіжної політики; [редкол.: Надтока  Г.М., д. істор. н., голова редакційної колегії; Болтівець С.І., д. психол. н.; Рябенко В.О.; Вишняк А.В., Білий А.І., Мироненко Р.А., Галайко Б.М.]. – Київ, 2014.
- Соціально-економічне становище молоді / Формування патріотизму і національної свідомості дітей та молоді в сучасних умовах : Інформ. матер. про становище молоді в Україні (за підсумками 2014 року). – К.: Держ. ін-т сімейної та молодіжної політики, 2015.
- Соціально-економічне становище молоді / Національно-патріотичне виховання – державний пріоритет національної безпеки. Щорічна доповідь Президенту України, Верховній Раді України про становище молоді в Україні (за підсумками 2014 року) / Держ. ін-т сімейної та молодіжної політики; [редкол.: Жданов І. О., гол. ред. колег., Бєляєва І. І., Митрофанський С.В. та ін.]. – К., 2015. – 200 с.

## Публікації стосовно молодіжної політики
- Молодіжна політика м. Харкова крізь призму активності молодіжних організацій [Архівовано 27 вересня 2007 у Wayback Machine.]
- Малювали тин, чули дзвін… Парламентські слухання з молодіжної політики не вирішили жодної проблеми [Архівовано 30 вересня 2007 у Wayback Machine.]
- Становище молоді в Україні не цікавить український істеблішмент